# Tanaecia margarita
Tanaecia margarita är en fjärilsart som beskrevs av Butler 1901. Tanaecia margarita ingår i släktet Tanaecia och familjen praktfjärilar. Inga underarter finns listade i Catalogue of Life.